# Nemzetközi Fizetések Bankja
A Nemzetközi Fizetések Bankja Bank for International Settlements  (BIS) a világ legrégebbi, jelenleg is működő nemzetközi pénzügyi szervezete. A nemzetközi bankok közötti monetáris együttműködés legfőbb szervezője, a központi bankok központi bankja. A Bázeli Bankfelügyeleti Bizottság működtetője. Székhelye Bázelban található.

## Létrejöttének főbb motívumai
A részvénytársaság formájában működő intézményt 1930-ban a német jóvátételi kötelezettségeket rendező Young-terv végrehajtására hozták létre Franciaország, Nagy-Britannia, Belgium, Olaszország és Németország központi bankjai, illetve két magántulajdonban lévő japán pénzintézet, mivel a német jóvátételek fizetése a gazdasági világválság miatt megakadt. A Magyar Nemzeti Bank is részvényese lett már az alapítás évében az intézménynek.
Alapítása óta a BIS tevékenysége jelentősen megváltozott, a jegybankok közötti együttműködés és információcsere kiemelt fórumává vált. A BIS részvénytársasági formában működik, jelenleg 62 ország központi bankjának tulajdonában áll, ezek valamennyien képviseleti és szavazati joggal rendelkeznek. A szervezet a „jegybankok bankja” szerepkört vette fel. A második világháború után a Szovjetunió és az NDK kivételével valamennyi európai állam a szervezet tagjává vált. 1962-71 között a nemzetközi valutaválságok megelőzése és kezelése volt a fő feladat. 1971 óta a szervezet profilja az európai pénzügyi piacok elemzése illetve bank- és biztosítótársaságok felügyelete.

## Tevékenységének főbb súlypontjai
- Megszervezte a nemzetközi tevékenységet folytató bankok teljes körű adatszolgáltatását.
- Kidolgozta a banki tevékenység ellenőrzésének normáit.

## Főbb funkciója
A BIS mára a bankok közötti együttműködés és információcsere kiemelt szereplőjévé vált. A szervezet pénzügyi alapokat képez és szükség esetén tényleges banki tevékenységet lát el.

### Feladatai
- Kezességvállalás nemzetközi pénzügyi műveletek során
- A pénzügypolitika vizsgálata
- A jegybankok közötti együttműködés segítése
- A nemzetközi pénzügyi rendszerek stabilitásának megőrzése
- Bankok felügyelete
- Statisztikák és információk gyűjtése, publikálása
- Banki feladatok ellátása nemzeti jegybankok számára